# Max Koberg Bolandi
Max Koberg Bolandi (San José, 10 de febrero de 1893 - 4 de junio de 1971) fue un comerciante, empresario y político costarricense, fue magistrado del Tribunal Nacional Electoral en 1948.

## Biografía
Nació en San José, el 10 de febrero de 1894, hijo del alemán Maximiliano Koberg Schatz originario de Hamburgo, Alemania y emigrado a Costa Rica en 1891 donde se dedicó a la labor cafetalera y de Ana Mercedes Bolandi Brenes, costarricense de ascendencia sueca. Ingeniero eléctrico, estudió en la localidad Worms por instancias de su padre. Desposó a Hortensia van Patten, también de origen germano. 
Koberg se independiza de su padre y crea su propio negocio, un comercio de ferretería y artículos eléctricos muy próspero llamado Almacén Koberg. Persona de ideas progresistas, fue miembro de la Liga Cívica junto a otros personajes como Ricardo Moreno Cañas y Omar Dengo, presentó al presidente Cleto González Víquez en 1928 una de las primeras propuestas de un seguro social previo a la existencia de la Caja Costarricense y un proyecto de nacionalización hidroeléctrica previo a la existencia del Instituto Costarricense de Electricidad.
Participó en las elecciones de 1932 como candidato presidencial bajo la divisa del Partido Nacionalista que era esencialmente un partido de protesta, altamente crítico de los partidos mayoritarios de esa época a los que acusaba de ser sumisos al capital. Aseguró basarse en la filosofía "vivir y dejar vivir",  fue el menos votado de esos comicios. Koberg luego sería uno de los tres integrantes del Tribunal Nacional Electoral que supervisó las polémicas elecciones de 1948, y fue el miembro que salvó el voto en la declaración provisional del triunfo de Otilio Ulate, lo que posteriormente daría pie a su anulación, llevada a cabo por el Congreso Constitucional detonando la Guerra Civil de 1948.

## Fallecimiento
Falleció el 4 de junio de 1971 a los 78 años de edad.